# Liste schwäbischer Adelsgeschlechter/H

## H
| Name                                                   | Stammsitz                                             | Stand                                                                  | Anmerkungen zu Geschichte und Verbreitung | Mitgliedschaft in Adelsvereinigungen, Bündnissen oder Matrikeln | Links zu relevanten Bildergalerien                                                                                       | Wappen                               |
| ------------------------------------------------------ | ----------------------------------------------------- | ---------------------------------------------------------------------- | --- | --- | --- | ------------------------------------ |
| Habsberg, Habsperg                                     |                                                       | Ritteradelig                                                           | Conrad von Habsberg, letztes Kantonsmitglied des Geschlechts im Neckar-Schwarzwald (Rittermatrikel 1608) | Leitbracken Kanton Neckar-Schwarzwald (1548) Kanton Odenwald des Ritterkreises Franken | | Scheibler                            |
| Häl von Suntheim                                       | Sontheim an der Brenz                                 | Reichsritter                                                           | seit 14. Jh. in Augsburg, ein Zweig in Tirol; Donaualtheim (Do, um 1400–1606), Schlossgut Wendelsheim (N-Schw, vor 1488–1600) | Leitbracken Kanton Donau, Kanton Neckar-Schwarzwald, | | Siebmacher Scheibler                 |
| Hailfingen                                             | Hailfingen                                            | tübingische, später hohenbergische Ministerialen, Reichsritter         | Müneck, Entringen, im Mannesstamm erloschen 1527 | Sankt Jörgenschild | | Scheibler                            |
| Haimenhofen                                            | Heimhofen                                             | Ritteradelige                                                          | Oberstdorf (bis 1477), Burg Burgberg (Allgäu), Burg Fluhenstein, erloschen 1572 | Leitbracken | | Scheibler                            |
| Hallwyl                                                | Schloss Hallwyl                                       | Herren                                                                 | | Leitbracken | |                                      |
| Harscher                                               | Ulm                                                   | Patrizier                                                              | Allmendingen (Ende 14. Jh.–vor 1487) | Leitbracken | | Scheibler                            |
| Hausen                                                 | Schloss Hausen im Tal                                 | Reichsritter                                                           | Hausen, Stetten am kalten Markt (He, Linie erloschen 1648) | Kanton Hegau | | Siebmacher                           |
| Haydenheim, Heidenheim (zu Klingenberg)                | Konstanz                                              | Adelsstand seit 1435                                                   | Burg Klingenberg im Thurgau (1450), im Mannesstamm erloschen 1789 | | | Siebmacher                           |
| Heggelbach                                             | Heggelbach                                            | Ritter                                                                 | erwähnt um 1160, im Mannesstamm erloschen 1616; Dauenberg (He, 13. Jh.?–1557), Volkertshausen (He, 1522–1594) | Kanton Hegau | | Siebmacher                           |
| Hegi, Hegy                                             | Hegi                                                  | Ritter                                                                 | Mannesstamm erloschen 1493 | | | Scheibler                            |
| Heiligenberg                                           | Heiligenberg                                          | Grafen                                                                 | Mannesstamm 1298 erloschen; Heiligenberg kam 1277 an die Grafen von Werdenberg, die Titel und Wappen übernahmen | Leitbracken | | Ingeram-Codex                        |
| Heinriet                                               | Hohenriet                                             | ursprünglich Edelfreie                                                 | Stammesgenossen der Hacken von Hoheneck, erloschen 1462; Wildeck | Leitbracken | | Scheibler                            |
| Helfenstein                                            | Burg Helfenstein oberhalb von Geislingen an de Steige | Grafen                                                                 | Die Helfensteiner hatten umfangreiche Güter im oberen und mittleren Filstal, auf der Schwäbischen Alb, in Ulm, Heidenheim an der Brenz sowie im Donautal um Sigmaringen. | Leitbracken | Ratsitzung Graf Eberhard des Milden von Württemberg (regierte 1392–1417) Graf von Helfenstein Nr. 11 weitere Bilder hier | Ingeram-Codex Siebmacher             |
| Hellenstein                                            | Burg Hellenstein oberhalb von Heidenheim an der Brenz |                                                                        | im Mannesstamm erloschen 1307 | | | Neuer Siebmacher                     |
| Helmstatt, auch Helmstadt, Helmstädt, Helmstat         | Helmstadt Neckar- bischofsheim                        | Reichsritter Grafen (1733 durch Adoption – Franz Ludwig von Helmstatt) | stammen von den Göler von Ravensburg ab. Von der Ministerialität in den niederen Adel aufgestiegen, hatten sie seit dem 14. Jahrhundert Besitz im Kraichgau, Odenwald und später auch Lothringen. Sie stellten mehrere Bischöfe von Speyer. Die Familie starb 1966 aus und ist nur noch durch Adoption fortgeführt.                                                   | Gesellschaft mit dem Esel Kanton Odenwald des Ritterkreis Franken (um 1550) Kanton Kraichgau (um 1790) (wegen Berwangen, Hochhausen, Neckarbischofsheim mit Haslach und einem Drittel an Kälbertshausen und Oberbiegelhof) Kanton Kocher (wegen Dunstelkingen, Ebersberg und Talheim) | Totenkapelle der von Helmstatt in Neckarbischofsheim. weitere Bilder hier                                                | Scheibler Siebmacher                 |
| Herlikofen                                             | Burg Herlikofen bei Schwäbisch Gmünd                  | Ritter                                                                 | Mit Rüdiger von Herlikofen 1225 erstmals erwähnt; gegen Ende des 13. Jahrhunderts in die Reichsstadt Schwäbisch Gmünd übergesiedelt und dort ausgestorben | | |                                      |
| Die Herter von Hertneck                                | Burg Dußlingen Burg Harteneck                         | Reichsritter                                                           | Wilhelm Herter von Hertneck: Anführer der Eidgenossen bei Murten und Nancy Hans Christoph Herter von Hertneck zu Dußlingen | Leitbracken Kanton Neckar-Schwarzwald (1548–1613) Kanton Kocher (1567–1614) | | Scheibler Siebmacher                 |
| Die Wolff zu Heuchlingen; Wolff zu Heuchlingen; 120; 5 | Heuchlingen                                           |                                                                        | Wolf erwähnt 1404, Besitz in Heuchlingen 1577, verkauft 1609 | | |                                      |
| Heudorf                                                | Heudorf bei Meßkirch                                  |                                                                        | | Leitbracken | | Ingeram-Codex                        |
| Heudorf                                                | Heudorf                                               |                                                                        | | | | Scheibler                            |
| Hewen, Höwen                                           | Hohenhewen                                            | Freiherren                                                             | Engen und Umgebung (12. bis 14. Jahrhundert), erloschen 1570 | Leitbracken | | Scheibler                            |
| Hinderofen (von Mutten)                                | Wangen im Allgäu                                      | Bürgerlich                                                             | | | | Siebmacher                           |
| Hinweil                                                | Hinwil                                                | Ritter                                                                 | Hummertsried (Do, nach 1523–1613, mit Unterbrechung) | Kanton Donau | | Scheibler                            |
| Hirschhorn                                             | Burg Hirschhorn                                       | Herren Reichsritter                                                    | namensgebende Burg entstand um 1200 Pfandschaften über Mosbach, Sinsheim und Weißenburg 1317 Öffnung der Burg für das Erzstift Mainz | Gesellschaft mit dem Esel Kanton Kraichgau Kanton Odenwald des Ritterkreises Franken | Burg und Stadt Hirschhorn. weitere Bilder hier                                                                           | Siebmacher                           |
| Hochschlitz von Pfawenhausen                           | Pfauhausen                                            | teckische Ministerialen                                                | erloschen 1406, Wappengenossen der Herren von Stetten (im Remstal) | Leitbracken | | Scheibler                            |
| Truchseß von Höfingen                                  | Höfingen                                              | Truchsessen der Grafen von Württemberg; Herren; Reichsritter           | im 11./12. Jhd. bei Höfingen; seit 1285 Truchsessen der Grafen von Württemberg; | Schleglerbund Leitbracken Sankt Jörgenschild Teil am Neckar; Schwäbischer Bund; Kanton Neckar (1548–1705) mit Wendelsheim | Epitaph of Hans Truchsess von Höfingen in der Stiftskirche (Tübingen) weitere Bilder hier                                | Ingeram-Codex Siebmacher             |
| Hohenberg                                              | Burg Oberhohenberg Rottenburg am Neckar               | Grafen                                                                 | 1179 erstmals erwähnt wohl Zweiglinie der Zollern verkauften 1380/81 ihr Gebiet um Rottenburg, Horb, Oberndorf, Spaichingen, Haigerloch (letzteres aber 1497 an Zollern) an die Habsburger Die Herrschaft wurde unter diesen ein wichtiger Teil Vorderösterreichs mit Sitz zunächst in Fridingen, später wieder Rottenburg                                            | Leitbracken | Graf Albrecht II. von Hohenberg fällt in der Schlacht von Leiningen Manessesche Liederhandschrift weitere Bilder hier    | Scheibler Wappen aus habsburger Zeit |
| Puller von Hohenburg                                   | Hohenburg (Elsass)                                    |                                                                        | erwähnt 1236, erloschen 1482 | Leitbracken | | Ingeram-Codex                        |
| Hohenegg                                               | Grünenbach Stadt Vils und Burg Vilsegg                | Herren                                                                 | | Leitbracken | | Scheibler                            |
| Hohenems                                               | Alt-Ems                                               | Reichsministeriale Ritteradelig Reichsgrafen                           | seit 1170 Reichsministeriale um 1400 reichslehnbare Herrschaft um Lustenau seit 1578 Grafschaft Gallara bei Mailand von 1614 bis 1694 Inhaber der von den Grafen von Sulz erworbenen Herrschaften Vaduz und Schellenberg 1760 im Mannesstamm ausgestorben | Leitbracken Marx Sittich von Ems Landsknechtführer des Schwäbischen Bundes Schwäbischer Reichskreis | | Scheibler                            |
| Hohenfels                                              | Alt-Hohenfels Neu-Hohenfels                           | Ministerialen, Ritter                                                  | Mannesstamm um 1410 erloschen, Herrschaft an die Herren von Jungingen vererbt | Leitbracken | |                                      |
| Holheim                                                | Holheim                                               |                                                                        | | Leitbracken | | Ingeram-Codex                        |
| Holdermann von Holderstein                             |                                                       | Reichsritter                                                           | | Kanton Kocher (1560–1599) (wegen Hochdorf) Kanton Neckar-Schwarzwald (1607–1623) (wegen Gut Weiler) | | Siebmacher                           |
| Homburg                                                | Homburg                                               | konstanzische Ministerialen, Reichsritter                              | im Mannesstamm erloschen 1566; Homburg mit Stahringen, Wiechs, Steißlingen | Leitbracken Kanton Hegau | | Scheibler                            |
| Hoppingen                                              | Hoppingen                                             | oettingische Ministerialen                                             | erwähnt um 1240, erloschen 1497 | Leitbracken | | Scheibler                            |
| Horben                                                 | Horben (Ortsteil von Gestratz)                        | Reichsritter Freiherren                                                | die Familie starb 1767 aus | Kanton Allgäu-Bodensee | | Siebmacher                           |
| Horburg                                                | Horburg                                               |                                                                        | | Leitbracken | | Ingeram-Codex                        |
| Horkheim                                               | Horkheim bei Heilbronn                                | Ritter                                                                 | Ursprünglich aus der Region Heilbronn, dann Umzug nach Schwäbisch Gmünd, Bettringen, Spraitbach. | | | Alberti                              |
| Hornberg                                               | Hornberg                                              | Ritteradelig                                                           | um 1100 Bau der Burg Hornberg die im 13. Jahrhundert entstandene Stadt kam ab 1423/48 an Württemberg | Sankt Jörgenschild (1488) Schwäbischer Bund Kanton Hegau | Bruno von Homberg Codex Manesse weitere Bilder hier                                                                      | Scheibler                            |
| Horneck von Hornberg                                   | Hochhausen                                            | Reichsritter                                                           | erwähnt im 13. Jahrhundert; Hochhausen (Kr, Linie erloschen 1734), Helfenberg (Ko, 1672–1740) | Leitbracken Gesellschaft mit dem Esel, Kanton Kocher, Kanton Kraichgau | | Siebmacher                           |
| Hörningen                                              | Herrlingen                                            | Ritter                                                                 | erwähnt bis 1507 | Leitbracken | | Ingeram-Codex                        |
| Hornstein                                              | Burg Hornstein                                        | Reichsritter Freiherren                                                | seit 1244 genannt 1686 Erbteilung: Hornstein-Binningen, Hornstein-Grüningen, Hornstein-Weiterdingen | Leitbracken Sankt Jörgenschild Teil im Hegau und am Bodensee (1488) Schwäbischer Bund Kanton Donau (wegen Göffingen und Grüningen) Kanton Hegau-Allgäu-Bodensee (1579–1623) (wegen Hohenstoffeln, von Werner von Reischach erworben) Kanton Neckar-Schwarzwald (seit 1773) (wegen Göttelfingen und Vollmaringen und das halbe Zimmern unter der Burg, von den Freiherren von Rost erworben) | Ruine Hornstein weitere Bilder hier                                                                                      | Scheibler Siebmacher                 |
| Hornstein zu Binningen                                 | Hinterstoffeln, Mittelstoffeln, Binningen             | Reichsritter Freiherren                                                | fiel 1806 an Württemberg und wurde 1810 an Baden abgegeben | Kanton Hegau-Allgäu-Bodensee (1752) | |                                      |
| Hornstein zu Grüningen                                 | Grüningen                                             | Reichsritter Freiherren                                                | | Kanton Hegau (1752) | |                                      |
| Hornstein zu Weiterdingen                              | Vorderstoffeln, Schloss und Dorf Weiterdingen         | Reichsritter Freiherren                                                | fiel 1806 an Württemberg und wurde 1810 an Baden abgegeben | Kanton Hegau | |                                      |
| Humpis, auch: Humpiß, oder Hundpiß                     | Ravensburg                                            | Reichsritter Freiherren                                                | Ravensburger Kaufmannsfamilie. Mitbegründer der Großen Ravensburger Handelsgesellschaft Erwarben großflächig niederadelige Herrschaften, und erreichten unter Friedrich III. und Maximilian Gerichtsrechte und Wappenmehrungen für diese Herrschaften Mehrere Teillinien, so die Humpiß von Ratzenried und die Humpiß von Waltrams zu Wellendingen                    | Sankt Jörgenschild (1488) Schwäbischer Bund Kanton Hegau | Henggi Humpis († 1429), Kaufmann der Großen Ravensburger Handelsgesellschaft weitere Bilder hier                         |                                      |
| Humpiß genannt von Ratzenried                          | Ratzenried. 1453 erworben                             | Reichsritter Freiherren                                                | | Sankt Jörgenschild (1488) Schwäbischer Bund Kanton Hegau | | Siebmacher                           |
| Humpiß, auch Hundpiß von Waltrams                      | Waltrams Wellendingen (1548–1608) Amtzell (1594)      | Reichsritter                                                           | | Kanton Neckar-Schwarzwald (wegen Wellendingen) | | Siebmacher                           |
| Hürnheim                                               | Burg Niederhaus (Hürnheim)                            | Reichsritter                                                           | 1267 Hermann II. und Friedrich von H. als Begleiter von Konradin von Hohenstaufen, Friedrich wird zusammen mit Konradin in Neapel hingerichtet. 1273 Patronat über die Kirche in Hürnheim Hans Walther von Hürnheim (1500–1559) Landsknechtführer 1585 Hans Johann von Hürnheim, der letzte männliche Hürnheimer stirbt. Seine Tochter verkauft Hürnheim an Oettingen | Leitbracken Kanton Kocher (1542–1586, wegen Hochaltingen, Abtsgmünd und Utzwingen) Kanton Altmühl des Ritterkreis Franken | | Scheibler                            |